# Betalaina

Formula di struttura della betanina, una betalaina

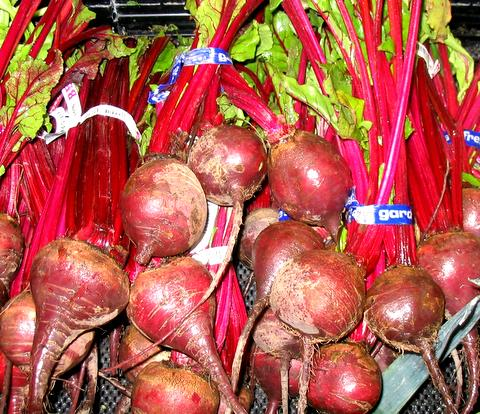
Il colore rosso delle barbabietole è dovuto alla presenza di betalaine

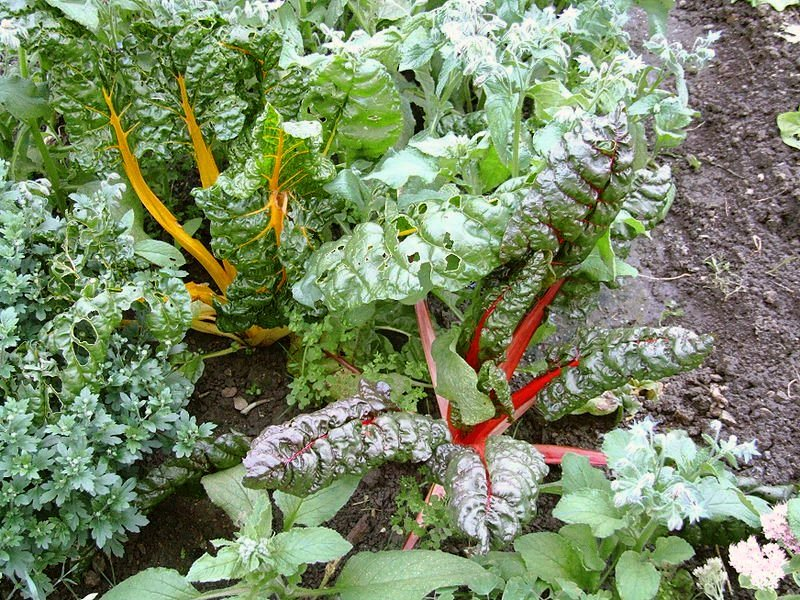
Bietola gialla, colore dovuto alle betaxantine, e rossa, colore dovuto alle betacianine.

Le betalaine sono pigmenti naturali di colore rosso e giallo che si trovano quasi esclusivamente nelle piante dell'ordine delle Caryophyllales, dove sostituiscono le antocianine.
Esistono due categorie di betalaine:
- Betacianine con colorazione variabile dal rossiccio al violetto
- Betaxantine con colorazione variabile dal giallo all'arancione